# Књижар из Кабула (роман)
Књижар из Кабула (норв. Bokhandleren i Kabul) је документарни роман норвешке новинарке, ратне репортерке и књижевнице Осне Сејерштад. Објављена је 2002. године. Говори о животу једне авганистанске породице за време и непосредно по обарању талибанског режима крајем 2001. године. Ово је прва књига посвећена Авганистану која се после напада 11. септембра нашла на листама бестселера. Овај роман представља незабораван портрет једне авганистанске породице, али и јединствен поглед на земљу која из праха рушевина с надом гледа у пробуђену будућност. Преведен је на више од 40 језика, а на српском је објављен 2004.

## Настанак књиге
Током пролећа 2002. године, након пада Талибана, Осне Сејерштад је боравила у дому породице Мухамеда Шаха Раиса у Кабулу — у роману је име главног јунака Султан Кан. Управо тада је настао роман Књижар из Кабула, који представља упечатљив запис о животу ове тринаесточлане породице за време и непосредно после рушења талибанског режима. Новинарка пише о њиховим настојањима да се прилагоде животу у новом Авганистану и њиховој борби да у својим животима помире модерно и традиционално. Она је бележила оно што су јој говорили и што је сама запажала. При томе je, као Европљанка, у Авганистану имала је привилегију да се креће свуда, да буде и у мушком и у женском друштву, тако да је на посебан начин могла да сагледа ситуацију у овом тек ослобођеном друштву. Чланови породице Кан причали су joj о догађајима који су им обележили животе, о жељама и обавезама које им је друштво наметало.